# Ian Boothby
Ian Boothby est un scénariste de bande dessinée canadien. Depuis 1998, il travaille quasi-uniquement à adapter des histoires des Simpson et de Futurama pour Bongo Comics.

## Récompenses
- 2009 : Prix Eisner de la meilleure histoire courte pour « Murder He Wrote », dans The Simpsons' Treehouse of Horror n°14 (avec Andrew Pepoy et Nina Matsumoto)
- 2018 : Prix Joe-Shuster du créateur de bande dessinée web pour Ménage à 3 (avec Gisèle Lagacé)